# Veturius hermani
Veturius hermani es una especie de coleóptero de la familia Passalidae.

## Distribución geográfica
Habita en la Guayana.